# Amt Sandesneben-Nusse
La comunità amministrativa di Sandesneben-Nusse (Amt Sandesneben-Nusse) si trova nel circondario del ducato di Lauenburg nello Schleswig-Holstein, in Germania.

## Suddivisione
Comprende 25 comuni:
1. Duvensee (550)
2. Grinau (332)
3. Groß Boden (202)
4. Groß Schenkenberg (565)
5. Klinkrade (592)
6. Koberg (792)
7. Kühsen (358)
8. Labenz (893)
9. Lankau (474)
10. Linau (1 219)
11. Lüchow (291)
12. Nusse (1 161)
13. Panten (648)
14. Poggensee (351)
15. Ritzerau (298)
16. Sandesneben* (1 859)
17. Schiphorst (698)
18. Schönberg (1 444)
19. Schürensöhlen (156)
20. Siebenbäumen (599)
21. Sirksfelde (331)
22. Steinhorst (571)
23. Stubben (371)
24. Walksfelde (207)
25. Wentorf (Amt Sandesneben) (716)

Il capoluogo è Sandesneben.
(Tra parentesi i dati della popolazione al 31 dicembre 2021)